# Zarevo (Raška)
Pour les articles homonymes, voir Zarevo.
Zarevo (en serbe cyrillique : Зарево) est un village de Serbie situé dans la municipalité de Raška, district de Raška. Au recensement de 2011, il comptait 79 habitants.
À proximité du village se trouve une autre localité portant également le nom de Zarevo.

## Démographie
| 1948 | 1953 | 1961 | 1971 | 1981 | 1991 | 2002 | 2011 |
| ---- | ---- | ---- | ---- | ---- | ---- | ---- | ---- |
| 218  | 262  | 260  | 161  | 198  | 93   | 71   | 79   |

|  |